# Tom Hindle
Thomas Hindle, detto Tom (Keighley, 22 febbraio 1921 – 15 agosto 2011), è stato un calciatore inglese, di ruolo attaccante.

## Carriera
Dopo aver giocato a livello semiprofessionistico con il Keighley Town, club della sua città natale, nel 1943 dopo aver sostenuto un provino con il Bradford City firma un contratto professionistico con il Leeds Utd, con cui per un triennio gioca nei tornei sostitutivi dei tradizionali campionati nazionali, sospesi per via degli eventi bellici della seconda guerra mondiale, realizzandovi 39 reti in 96 partite giocate. Nel frattempo il 5 gennaio 1946 gioca anche la sua prima partita ufficiale propriamente detta, in un incontro di FA Cup (torneo ripreso in quella stagione, mentre i campionati sarebbero ripresi un anno più tardi) contro il Middlesbrough.
Nella stagione 1946-1947, alla regolare ripresa dei tornei, prende parte alla prima divisione inglese con i Whites, che chiudono il torneo all'ultimo posto in classifica; Hindle vi disputa 11 partite, senza mai segnare. Nel corso del biennio seguente rimane al Leeds United, con cui mette a segno 2 reti in 32 presenze nel campionato di seconda divisione che, con anche ulteriori 2 presenze in FA Cup, lo portano ad un totale di 46 presenze e 2 reti fra tutte le competizioni ufficiali con il club (tornei bellici esclusi). Nella seconda metà della stagione 1948-1949 e nella prima metà della stagione 1949-1950 gioca invece con lo York City, con cui segna 3 reti in 19 presenze in terza divisione, torneo in cui poi gioca per complessivi due anni solari (divisi però su tre stagioni) con l'Halifax Town, club con cui va in rete per 17 volte in 85 partite giocate in questa categoria, nella quale veste poi anche la maglia del Rochdale, club con cui nella seconda metà della stagione 1951-1952 segna una rete in 6 partite di campionato giocate, grazie alle quali arriva ad un bilancio totale di 153 presenze e 23 reti nei campionati della Football League.
Prima di ritirarsi definitivamente continua poi a giocare a livello semiprofessionistico, prima al Wigan (con cui disputa tre stagioni nella Lancashire Combination, che vince per due volte di fila) e poi con il Nelson.

## Palmarès

### Club

#### Competizioni regionali
- Lancashire Combination: 2

Wigan: 1952-1953, 1953-1954